# Charing Cross Road
Pour l’article homonyme, voir Charing Cross Road (film).
Charing Cross Road est une rue de la ville de Londres.

## Situation et accès
Elle relie St Martin-in-the-Fields à St Giles' Circus, où elle est prolongée par Tottenham Court Road. La rue est réputée pour le nombre de librairies que l'on y trouve.
La rue est desservie, au nord, par les lignes  Central  Northern à la station Tottenham Court Road et, plus au sud, par les lignes  Northern  Piccadilly à la station Leicester Square.

## Bâtiments remarquables et lieux de mémoire
- No 84 : emplacement de la librairie Marks & Co., aujourd'hui disparue, qu'Helene Hanff, auteur américaine, a rendue célèbre dans son roman 84, Charing Cross Road, qui relate la correspondance qu'elle a entretenue avec l'un des employés de cet établissement entre 1949 et 1968, date à laquelle son correspondant, Franck Doel, meurt. La librairie fermera peu de temps après son décès.

## Charing Cross Road dans la littérature
Dans la saga Harry Potter, le pub le Chaudron Baveur, qui permet d'accéder au Chemin de Traverse où se trouvent toutes les boutiques pour sorciers, est localisé dans cette rue. J. K. Rowling dit que c'est parce que cette rue est réputée pour ses librairies, modernes et anciennes, qu'elle a voulu y placer le passage pour les initiés vers un autre monde.